# Action of the Tiger
Action of the Tiger is een Brits-Amerikaanse misdaadfilm uit 1957 onder regie van Terence Young. Destijds werd de film in Nederland uitgebracht onder de titel De tijger valt aan.

## Verhaal
De knappe Franse Tracy Salvoisie overreedt de avonturier Carson om haar blinde broer uit Albanië te smokkelen. Ze worden geholpen door de rebellenleider Trifon. Hij wil dat Tracy bij hem blijft, maar Carson en zij zijn intussen verliefd geworden op elkaar.

## Rolverdeling
| Acteur         | Personage        |
| -------------- | ---------------- |
| Van Johnson    | Carson           |
| Martine Carol  | Tracy Malvoisie  |
| Herbert Lom    | Trifon           |
| Gustavo Rojo   | Henri Malvoisie  |
| José Nieto     | Kol Stendho      |
| Helen Haye     | Gravin Valona    |
| Anna Gerber    | Mara Valona      |
| Anthony Dawson | Veiligheidsagent |
| Sean Connery   | Mike             |
| Yvonne Romain  | Katina           |
| Norman Macowan | Vader van Trifon |
| Brian Sunners  | Boer             |
| Helen Goss     | Boerin           |